# Slaget vid Yamen
Slaget vid Yamen (崖门海战) var ett sjöslag den 19 mars 1279 mellan mongolerna och den kinesiska Songdynastin. Slaget var ett av de absolut största sjöslagen i världshistorien.
Efter att mongolerna år 1234 erövrat Jindynastin fortsatte de söder ut och etappvis erövrade Songdynastin. Songdynastin drevs längre och längre söder ut, och den slutliga sammandrabbningen blev Slaget vid Yamen. Den kinesiska styrkan var numerärt vida överlägsen den mongoliska men bestod huvudsakligen av civila personer och transportfartyg medan den mongoliska styrkan bestod av tränade soldater och krigsfartyg. Slaget slutade med seger för mongolerna som efter slaget kontrollerade hela Kina som styrdes under Yuandynastin från 1271 till 1368.
När den kinesiska premiärminister Lu Xiufu insåg att slaget var förlorat begick han självmord genom att hoppa i vattnet tillsammans med den nioåriga barnkejsaren Zhao Bing, och båda drunknade.